# Gözde Dal
Gözde Dal est une joueuse de volley-ball turque née le 21 mars 1988 à İzmir. Elle mesure 1,86 m et joue au poste de centrale. Elle totalise 21 sélections en équipe de Turquie.

## Clubs
| Club                  | De        | À         |
| --------------------- | --------- | --------- |
| Göztepe İzmir         | 2004-2005 | 2004-2005 |
| Karşıyaka İzmir       | 2005-2006 | 2008-2009 |
| Galatasaray İstanbul  | 2009-2010 | 2010-2011 |
| TED Ankara Kolejliler | 2011-2012 | 2011-2012 |
| Ereğli Belediye       | 2012-2013 | 2012-2013 |
| Bursa BBSK            | 2013-2014 | 2013-2014 |
| İlbank Ankara         | 2014-2015 | 2014-2015 |
| Bursa BBSK            | 2015-2016 | 2015-2016 |
| Çanakkale Belediye    | 2016-2017 | 2017-2018 |
| Aydın BBSK            | 2018-2019 | 2018-2019 |
| Yeşilyurt İstanbul    | 2019-2020 | …         |

## Palmarès
- Challenge Cup
  - Finaliste : 2019.